# Elecciones legislativas de Colombia de 2018
Las elecciones legislativas de Colombia de 2018 se realizaron el domingo 11 de marzo. En ellas se eligieron los miembros de ambas cámaras del Congreso de Colombia.
En el Senado de la República se eligieron 108 senadores, de los cuales 100 son de circunscripción nacional, dos de circunscripción especial indígena, cinco que representan al partido FARC (tras lo acordado en el proceso de paz de La Habana), y un senador restante quién será el candidato a la Presidencia de la República que ocupe el segundo lugar de las votaciones para elegir Presidente.
En la Cámara de Representantes se eligieron 171 parlamentarios, de los cuales 161 corresponden a los 32 departamentos y al Distrito Capital, dos por la circunscripción de las comunidades afrodescendientes, uno por la circunscripción de las comunidades indígenas, y uno por la circunscripción internacional. El número de representantes se completó con cinco que representan al partido FARC, y la última curul se le otorgará a la fórmula vicepresidencial que ocupe el segundo lugar en las votaciones de para elegir Presidente. Cabe destacar, que la curul garantizada para la comunidad raizal en San Andrés y Providencia, no fue elegida, ya que nunca esta fue reglamentada por el Congreso.

## Partidos políticos
En total 16 partidos o grupos significativos de ciudadanos tuvieron representación en el tarjetón electoral al Senado de la República por Circunscripción Nacional. Estos son, en orden de aparición en el tarjetón:
1. Partido Alianza Verde
2. Partido Opción Ciudadana
3. Partido Conservador
4. Partido Centro Democrático
5. Movimiento Todos Somos Colombia
6. Partido Cambio Radical
7. Partido Liberal
8. Grupo Significativo de Ciudadanos Colombia Justa Libres
9. Grupo Significativo de Ciudadanos Unión con Fortaleza
10. Partido Polo Democrático Alternativo
11. Partido de la Unidad
12. Partido FARC
13. Grupo Significativo de Ciudadanos Sí Se Puede
14. Partido MIRA
15. Partido Somos Región Colombia (antes Alas Equipo Colombia)
16. Lista de la Decencia (conformada por el Movimiento Progresistas la Alianza Social Independiente, la Unión Patriótica y el Movimiento Alternativo Indígena y Social)

Junto a estos, siete partidos o movimientos aspiran por la circunscripción especial indígena.
En la Cámara de Representantes, dado que en cada departamento se encuentran diferentes listas y coaliciones, la representación es mucho más diversa.

## Encuestas
| Intención de voto       | Intención de voto                                            | Intención de voto | Intención de voto | Intención de voto | Intención de voto | Intención de voto | Intención de voto | Intención de voto | Intención de voto | Intención de voto | Intención de voto | Intención de voto | Intención de voto | Intención de voto | Intención de voto           | Intención de voto |
| Fecha                   | Fuente                                                       | Ninguno           | CD                | L                 | CR                | U                 | C                 | AV                | MIRA              | PDA               | OP                | LD                | Otros             | En blanco         | Financiada por              |                   |
| ----------------------- | ------------------------------------------------------------ | ----------------- | ----------------- | ----------------- | ----------------- | ----------------- | ----------------- | ----------------- | ----------------- | ----------------- | ----------------- | ----------------- | ----------------- | ----------------- | --------------------------- | ----------------- |
| 26 de noviembre de 2017 | C&C Archivado el 11 de diciembre de 2017 en Wayback Machine. | 25%               | 14%               | 12%               | 9%                | 6%                | 5%                | 5%                | 5%                | 3%                | 2%                | 1%                | 11%               | -                 | Red+Noticias, Caracol Radio |                   |
| 2 de febrero de 2018    | Guarumo                                                      | 15,9%             | 15,6%             | 8,5%              | 6,0%              | 5,2%              | 3,5%              | 8,7%              | 1,8%              | 5,3%              | 1,3%              | 2,1%              | _                 | 23,4%             | El Tiempo, W Radio          |                   |
| 1 de marzo de 2018      | C&C                                                          | —                 | 17%               | 12%               | 10%               | 5%                | 6%                | 4%                | 3%                | 5%                | 3%                | 1%                | 34%               | —                 | Red+Noticias, Caracol Radio |                   |
| 4 de marzo de 2018      | Guarumo                                                      | 14,7%             | 20,1%             | 9,9%              | 8,1%              | 4,8%              | 5,0%              | 6,1%              | 1,5%              | 4%                | 1,8%              | 4,7%              | 3,0%              | 16,1%             | El Tiempo, W Radio          |                   |

## Senado
| Partido o movimiento                                                  | Candidato más votado                              | Votos      | Porcentaje | Escaños |
| --------------------------------------------------------------------- | ------------------------------------------------- | ---------- | ---------- | ------- |
| Centro Democrático                                                    | Álvaro Uribe Vélez                                | 2 513 320  | 16.38%     | 19      |
| Partido Cambio Radical                                                | Arturo Char Chaljub                               | 2 155 487  | 14.06%     | 16      |
| Partido Conservador Colombiano                                        | David Alejandro Barguil Assis                     | 1 927 320  | 12.61%     | 14      |
| Partido Liberal Colombiano                                            | Lidio Arturo García Turbay                        | 1 901 933  | 12.38%     | 14      |
| Partido Social de Unidad Nacional                                     | Roy Barreras                                      | 1 853 054  | 12.11%     | 14      |
| Alianza Verde                                                         | Antanas Mockus                                    | 1 317 429  | 8.57%      | 9       |
| Polo Democrático Alternativo                                          | Jorge Enrique Robledo                             | 736 367    | 4.74%      | 5       |
| Lista de la Decencia                                                  | Gustavo Bolívar                                   | 523 286    | 3.40%      | 4       |
| Partido MIRA                                                          | Ana Paola Agudelo García                          | 501 489    | 3.23%      | 3       |
| Colombia Justa Libres                                                 | —                                                 | 431 318    | 3.04%      | 3       |
| Opción Ciudadana                                                      | Antonio José Correa                               | 345 342    | 2.26%      | 0       |
| Partido Somos Región Colombia                                         | —                                                 | 103 368    | 0.68%      | 0       |
| Todos Somos Colombia                                                  | Diana Paola Alarcon                               | 58 023     | 0.38%      | 0       |
| Partido FARC                                                          | —                                                 | 55 587     | 0.36%      | 5       |
| Unión Con Fortaleza                                                   | —                                                 | 34 555     | 0.23%      | 0       |
| Sí Se Puede                                                           | —                                                 | 13 439     | 0.09%      | 0       |
| Movimiento Alternativo Indígena y Social                              | Feliciano Valencia Medina                         | 72 591     | 14.52%     | 1       |
| Autoridades Indígenas de Colombia                                     | Manuel Bitervo Palchucan Chingal                  | 34 957     | 6.99%      | 1       |
| Alianza Social Independiente                                          | Ati Seygundiba Quigua Izquierdo                   | 23 742     | 4.75%      | 0       |
| Movimiento Político Soberanía                                         | Manuel Tumbo                                      | 15 692     | 3.14%      | 0       |
| Autoridad Tradicional Casiyouren                                      | Hilduara Diansneth Barliza Brito                  | 5 370      | 1.07%      | 0       |
| Renovación Étnica de Colombia                                         | Victoriano Tola Cardozo                           | 4 382      | 0.87%      | 0       |
| Movimiento Indígena Ambiental MIA                                     | —                                                 | 2 181      | 0.43%      | 0       |
| Votos en Blanco circunscripción nacional                              | Votos en Blanco circunscripción nacional          | 842 286    | 5.50%      |         |
| Votos en Blanco circunscripción especial indígena                     | Votos en Blanco circunscripción especial indígena | 340 798    | 68.20%     |         |
| Votos nulos                                                           | Votos nulos                                       | 1 155 608  |            |         |
| Votos no marcados                                                     | Votos no marcados                                 | 873 336    |            |         |
| Total de votos                                                        | Total de votos                                    | 17 341 749 | 100%       | 108     |
| Fuente: Resultados electorales, Misión de Observación Electoral, 2018 |                                                   |            |            |         |

     Partidos que no superaron el umbral (3% de los votos válidos correspondientes a votos por listas y voto en blanco).
     Partidos de la circunscripción especial indígena

### Senadores electos
| Senador Electo | Partido                                  | Votos   |
| --- | ---------------------------------------- | ------- |
| Álvaro Uribe Vélez | Partido Centro Democrático               | 891 964 |
| Paola Andrea Holguín Moreno | Partido Centro Democrático               | 58 860  |
| Amanda Rocío González Rodríguez | Partido Centro Democrático               | 46 322  |
| Ernesto Macías Tovar | Partido Centro Democrático               | 39 478  |
| María Fernanda Cabal Molina | Partido Centro Democrático               | 37 613  |
| Ciro Alejandro Ramírez Cortés | Partido Centro Democrático               | 36 992  |
| Santiago Valencia González | Partido Centro Democrático               | 36 975  |
| Honorio Miguel Henríquez Pinedo | Partido Centro Democrático               | 32 635  |
| Gabriel Jaime Velasco Ocampo | Partido Centro Democrático               | 33 493  |
| Ruby Helena Chagui Spath | Partido Centro Democrático               | 32 698  |
| Alejandro Corrales Escobar | Partido Centro Democrático               | 31 328  |
| Paloma Susana Valencia Laserna | Partido Centro Democrático               | 29 208  |
| Carlos Felipe Mejía Mejía | Partido Centro Democrático               | 29 310  |
| Nicolás Pérez Vásquez | Partido Centro Democrático               | 29 862  |
| María del Rosario Guerra de La Espriella | Partido Centro Democrático               | 28 739  |
| Carlos Manuel Meisel Vergara | Partido Centro Democrático               | 28 494  |
| Fernando Nicolás Araújo Rumie | Partido Centro Democrático               | 27 761  |
| José Obdulio Gaviria Vélez | Partido Centro Democrático               | 27 704  |
| John Harold Suárez Vargas | Partido Centro Democrático               | 27 401  |
| Arturo Char Chaljub | Partido Cambio Radical                   | 136 108 |
| Luis Eduardo Díaz Granados Torres | Partido Cambio Radical                   | 117 938 |
| Rodrigo Lara Restrepo | Partido Cambio Radical                   | 89 350  |
| Didier Lobo Chinchilla | Partido Cambio Radical                   | 89 041  |
| Antonio Luis Zabarain Guevara | Partido Cambio Radical                   | 84 059  |
| Edgar Jesús Díaz Contreras | Partido Cambio Radical                   | 82 338  |
| Fabián Gerardo Castillo Suárez | Partido Cambio Radical                   | 82 040  |
| Carlos Abraham Jiménez López | Partido Cambio Radical                   | 79 778  |
| Carlos Fernando Motoa Solarte | Partido Cambio Radical                   | 79 687  |
| Daira de Jesús Galvis Méndez | Partido Cambio Radical                   | 78 068  |
| Richard Alfonso Aguilar Villa | Partido Cambio Radical                   | 77 645  |
| José Luis Pérez Oyuela | Partido Cambio Radical                   | 70 609  |
| Claudia Rodríguez de Castellanos | Partido Cambio Radical                   | 67 168  |
| Germán Varón Cotrino | Partido Cambio Radical                   | 66 020  |
| Temístocles Ortega Narváez | Partido Cambio Radical                   | 64 803  |
| Ana María Castañeda Gómez | Partido Cambio Radical                   | 57 359  |
| David Alejandro Barguil Assis | Partido Conservador Colombiano           | 146 095 |
| Efraín José Cepeda Sarabia | Partido Conservador Colombiano           | 124 465 |
| Nora María García Burgos | Partido Conservador Colombiano           | 102 476 |
| Laureano Augusto Acuña Díaz | Partido Conservador Colombiano           | 94 204  |
| Carlos Andrés Trujillo González | Partido Conservador Colombiano           | 88 871  |
| Juan Sammy Merheg | Partido Conservador Colombiano           | 98 427  |
| Aída Merlano Rebolledo | Partido Conservador Colombiano           | 82 601  |
| Miguel Ángel Barreto Castillo | Partido Conservador Colombiano           | 81 591  |
| Myriam Alicia Paredes Aguirre | Partido Conservador Colombiano           | 80 624  |
| Juan Diego Gómez Jiménez | Partido Conservador Colombiano           | 75 662  |
| Nadya Georgette Blel Scaff | Partido Conservador Colombiano           | 74 311  |
| Juan Carlos García Gómez | Partido Conservador Colombiano           | 72 005  |
| Esperanza Andrade de Osso | Partido Conservador Colombiano           | 69 871  |
| Carlos Eduardo Enríquez Maya | Partido Conservador Colombiano           | 68 493  |
| Lidio Arturo García Turbay | Partido Liberal Colombiano               | 121 781 |
| Mauricio Gómez Amín | Partido Liberal Colombiano               | 107 544 |
| Horacio José Serpa Moncada | Partido Liberal Colombiano               | 93 699  |
| Fabio Raúl Amín Saleme | Partido Liberal Colombiano               | 87 827  |
| Miguel Ángel Pinto Hernández | Partido Liberal Colombiano               | 84 984  |
| Luis Fernando Velasco Cháves | Partido Liberal Colombiano               | 75 273  |
| Julián Bedoya Pulgarín | Partido Liberal Colombiano               | 75 261  |
| Mario Alberto Castaño Pérez | Partido Liberal Colombiano               | 74 309  |
| Jaime Enrique Durán Barrera | Partido Liberal Colombiano               | 69 990  |
| Andrés Cristo Bustos | Partido Liberal Colombiano               | 69 515  |
| Iván Darío Agudelo Zapata | Partido Liberal Colombiano               | 68 034  |
| Guillermo García Realpe | Partido Liberal Colombiano               | 66 011  |
| Laura Ester Fortich Sánchez | Partido Liberal Colombiano               | 66 766  |
| Rodrigo Villalba Mosquera | Partido Liberal Colombiano               | 63 346  |
| Roy Leonardo Barreras Montealegre | Partido Social de Unidad Nacional        | 112 695 |
| Roosvelt Rodríguez Rengifo | Partido Social de Unidad Nacional        | 107 866 |
| José David Name Cardozo | Partido Social de Unidad Nacional        | 91 233  |
| José Ritter López Peña | Partido Social de Unidad Nacional        | 90 055  |
| Eduardo Enrique Pulgar Daza | Partido Social de Unidad Nacional        | 84 409  |
| Juan Felipe Lemos Uribe | Partido Social de Unidad Nacional        | 82 592  |
| John Moises Besaile Fayad | Partido Social de Unidad Nacional        | 81 402  |
| José Alfredo Gnecco Zuleta | Partido Social de Unidad Nacional        | 80 849  |
| Andrés Felipe García Zuccardi | Partido Social de Unidad Nacional        | 76 513  |
| Armando Alberto Benedetti Villaneda | Partido Social de Unidad Nacional        | 78 887  |
| Berner León Zambrano Eraso | Partido Social de Unidad Nacional        | 73 315  |
| Miguel Amín Escaf | Partido Social de Unidad Nacional        | 72 892  |
| Germán Darío Hoyos Giraldo | Partido Social de Unidad Nacional        | 72 827  |
| Maritza Martínez Aristizábal | Partido Social de Unidad Nacional        | 65 410  |
| Antanas Mockus Šivickas | Partido Alianza Verde                    | 549 734 |
| Angélica Lisbeth Lozano Correa | Partido Alianza Verde                    | 105 679 |
| Jorge Eduardo Londoño Ulloa | Partido Alianza Verde                    | 64 907  |
| Iván Leónidas Name Vásquez | Partido Alianza Verde                    | 41 785  |
| Jose Aulo Polo Narváez | Partido Alianza Verde                    | 34 503  |
| Sandra Liliana Ortiz Nova | Partido Alianza Verde                    | 27 371  |
| Luis Iván Marulanda Gómez | Partido Alianza Verde                    | 25 416  |
| Juan Luis Castro Córdoba | Partido Alianza Verde                    | 23 569  |
| Antonio Eresmid Sanguino Páez | Partido Alianza Verde                    | 22 546  |
| Jorge Enrique Robledo Castillo | Polo Democrático Alternativo             | 229 276 |
| Pedro Leonidas Gómez Gómez | Polo Democrático Alternativo             | 85 900  |
| Alexander López Maya | Polo Democrático Alternativo             | 85 395  |
| Iván Cepeda Castro | Polo Democrático Alternativo             | 78 660  |
| Jesús Alberto Castilla Salazar | Polo Democrático Alternativo             | 27 728  |
| Iván Luciano Márquez Marin | Partido FARC                             | 55 587  |
| Pablo Catatumbo Torres Victoria | Partido FARC                             | 55 587  |
| Victoria Sandino Simanca | Partido FARC                             | 55 587  |
| Julián Gallo Cubillos | Partido FARC                             | 55 587  |
| Griselda Lobo Silva | Partido FARC                             | 55 587  |
| Gustavo Bolívar Moreno | Lista de la Decencia                     | 122 132 |
| Aída Yolanda Avella Esquivel | Lista de la Decencia                     | 57 644  |
| Jonatan Tamayo Pérez | Lista de la Decencia                     | 14 773  |
| Ana Paola Agudelo García | Partido MIRA                             | 71 871  |
| Carlos Eduardo Guevara Villabón | Partido MIRA                             | 66 881  |
| Aydeé Lizarazo Cubillos | Partido MIRA                             | 57 735  |
| Jhon Milton Rodríguez González | G.S.C. Colombia Justa Libres             | 463 521 |
| Eduardo Emilio Pacheco Cuello | G.S.C. Colombia Justa Libres             | 463 521 |
| Edgar Enrique Palacio Mizrahi | G.S.C. Colombia Justa Libres             | 463 521 |
| Feliciano Valencia Medina | Movimiento Alternativo Indígena y Social | 29 449  |
| Manuel Bitervo Palchucan Chingal | Autoridades Indígenas de Colombia        | 13 533  |
| Gustavo Francisco Petro Urrego | Lista de la Decencia                     | —       |
| Fuente:Boletín 52 de Registraduria Nacional del Estado Civil |                                          |         |
| Senadores por los Acuerdos de La Habana Senadores de la circunscripción especial indígena Senador por el estatuto de la oposición (Segundo lugar en la elección presidencial) |                                          |         |

### Votos por Departamento (Senado)
| Amazonas           | 2 538   | 15.83% | 1 003   | 6.25%  | 1 800   | 11.23% | 3 599   | 22.45% | 3 288   | 20.51% | 1 122   | 7.00%  | 393     | 2.45%  | 205     | 1.27% | 372     | 2.32%  |
| Antioquia          | 590 607 | 33.18% | 110 828 | 6.22%  | 254 639 | 14.15% | 228 480 | 12.69% | 143 550 | 7.97   | 121 724 | 6.67%  | 98 381  | 5.46%  | 26 321  | 1.46% | 37 604  | 2.09%  |
| Arauca             | 23 875  | 31.22% | 10 883  | 14.23% | 4 278   | 5.59%  | 8 400   | 10.98% | 12 440  | 16.27% | 2 585   | 3.38%  | 2 408   | 3.14%  | 1 130   | 1.47% | 2 732   | 3.57%  |
| Atlántico          | 76 754  | 7.96%  | 309 950 | 31.38% | 221 832 | 22.08% | 96 305  | 9.66%  | 128 260 | 12.83% | 25 480  | 2.68%  | 22 775  | 2.39%  | 27 165  | 2.89% | 8 438   | 0.87%  |
| Bogotá             | 470 408 | 18.89% | 196 433 | 7.97%  | 101 282 | 4.03%  | 156 216 | 6.11%  | 119 183 | 4.45%  | 545 566 | 22.05% | 156 413 | 6.34%  | 233 671 | 9.53% | 114 211 | 4.63%  |
| Bolívar            | 56 665  | 8.22%  | 105 085 | 15.25% | 126 442 | 18.36% | 143 601 | 20.85% | 125 342 | 18.20% | 20 837  | 3.02%  | 19 112  | 2.77%  | 17 489  | 2.53% | 10 208  | 1.48%  |
| Boyacá             | 69 578  | 16.60% | 56 567  | 13.49% | 26 076  | 6.22%  | 27 899  | 6.65%  | 31 509  | 7.51%  | 100 243 | 23.91% | 18 661  | 4.45%  | 11 764  | 2.80% | 9 910   | 2.36%  |
| Caldas             | 57 513  | 16.86% | 18 952  | 5.55%  | 29 687  | 8.70%  | 70 702  | 20.72% | 65 552  | 19.21% | 20 450  | 5.99%  | 16 310  | 4.78%  | 4 296   | 1.25% | 18 537  | 5.43%  |
| Caquetá            | 17 552  | 18.27% | 7 082   | 7.37%  | 13 821  | 14.39% | 16 894  | 17.59% | 5 260   | 5.47%  | 4 064   | 4.23%  | 4 694   | 4.88%  | 2 032   | 2.11% | 9 457   | 9.84%  |
| Casanare           | 53 220  | 40.03% | 14 405  | 10.83% | 4 023   | 3.02%  | 7 735   | 5.81%  | 10 321  | 7.76%  | 13 193  | 9.92%  | 3 674   | 2.76%  | 1 545   | 1.16% | 2 749   | 2.06%  |
| Cauca              | 22 826  | 6.89%  | 81 115  | 24.50% | 21 509  | 6.49%  | 68 447  | 20.67% | 30 067  | 9.08%  | 15 558  | 4.69%  | 14 874  | 4.49%  | 9 267   | 2.79% | 18 909  | 5.71%  |
| Cesar              | 32 034  | 9.18%  | 96 292  | 27.61% | 35 169  | 10.08% | 20 653  | 5.92%  | 99 386  | 28.50% | 8 637   | 2.47%  | 15 345  | 4.40%  | 6 930   | 1.98% | 4 077   | 1.16%  |
| Chocó              | 6 566   | 5.50%  | 17 473  | 14.65% | 15 990  | 13.40% | 25 129  | 21.07% | 28 060  | 23.53% | 10 651  | 8.93%  | 1 737   | 1.45%  | 693     | 0.58% | 3 300   | 2.76%  |
| Consulados         | 35 164  | 32.22% | 3 437   | 3.14%  | 10 471  | 9.59%  | 5 319   | 4.87%  | 8 602   | 7.88%  | 16 422  | 15.04% | 5 605   | 5.13%  | 4 059   | 3.71% | 15 255  | 13.93% |
| Córdoba            | 53 735  | 8.57%  | 92 838  | 14.11% | 175 239 | 27.16% | 109 715 | 17.03% | 133 487 | 20.58% | 12 487  | 1.96%  | 6 232   | 1.00%  | 7 897   | 1.22% | 7 148   | 1.12%  |
| Cundinamarca       | 147 017 | 19.02% | 87 098  | 11.26% | 79 039  | 10.22% | 61 874  | 8.00%  | 109 585 | 14.17% | 75 132  | 9.72%  | 28 066  | 3.63%  | 33 193  | 4.29% | 29 597  | 3.82%  |
| Guainía            | 2 515   | 24.66% | 1 236   | 12.12% | 589     | 5.77%  | 1 620   | 15.89% | 2 313   | 22.68% | 577     | 5.65%  | 278     | 2.72%  | 80      | 0.78% | 103     | 1.01%  |
| Guaviare           | 2 557   | 9.84%  | 3 737   | 14.39% | 2 139   | 8.23%  | 3 855   | 14.84% | 6 472   | 24.92% | 1 357   | 5.22%  | 401     | 1.54%  | 431     | 1.66% | 1 441   | 5.55%  |
| Huila              | 63 133  | 17.78% | 44 725  | 12.60% | 65 732  | 18.52% | 52 265  | 14.72% | 28 720  | 8.09%  | 18 834  | 5.30%  | 11 377  | 3.20%  | 10 107  | 2.84% | 15 253  | 4.29%  |
| La Guajira         | 10 232  | 4.42%  | 34 796  | 15.06% | 65 564  | 28.37% | 20 247  | 8.76%  | 33 667  | 14.57% | 5 583   | 2.41%  | 4 714   | 2.04%  | 2 898   | 1.25% | 2 765   | 1.19%  |
| Magdalena          | 44 155  | 9.45%  | 157 828 | 33.78% | 44 501  | 9.52%  | 41 464  | 8.87%  | 102 683 | 21.97% | 21 456  | 4.59%  | 8 215   | 1.75%  | 6 597   | 1.41% | 7 541   | 1.61%  |
| Meta               | 65 593  | 20.50% | 42 103  | 13.16% | 12 630  | 3.94%  | 43 292  | 13.53% | 50 636  | 15.82% | 21 985  | 6.87%  | 8 404   | 2.62%  | 14 756  | 4.61% | 10 135  | 3.16%  |
| Nariño             | 24 253  | 4.97%  | 38 079  | 7.80%  | 123 548 | 25.32% | 92 761  | 19.01% | 74 318  | 15.23% | 45 246  | 9.27%  | 23 688  | 4.85%  | 7 809   | 1.60% | 8 952   | 1.83%  |
| Norte de Santander | 89 715  | 16.94% | 100 550 | 18.99% | 107 447 | 20.29% | 68 915  | 13.01% | 66 801  | 12.61% | 19 653  | 3.71%  | 14 167  | 2.67%  | 4 734   | 0.89% | 5 591   | 1.05%  |
| Putumayo           | 4 905   | 5.92%  | 3 944   | 4.76%  | 15 122  | 18.27% | 22 029  | 26.62% | 5 432   | 6.56%  | 8 590   | 10.38% | 3 022   | 3.65%  | 2 360   | 2.85% | 5 396   | 6.52%  |
| Quindío            | 34 860  | 17.33% | 16 315  | 8.11%  | 7 259   | 3.60%  | 58 581  | 29.13% | 11 489  | 5.71%  | 12 544  | 6.23%  | 7 164   | 3.56   | 3 185   | 1.58% | 24 750  | 12.30% |
| Risaralda          | 59 949  | 18.62% | 18 638  | 5.79%  | 47 183  | 14.65% | 54 814  | 17.03% | 24 221  | 7.52%  | 22 107  | 6.86%  | 11 647  | 3.61%  | 12 912  | 4.01% | 32 301  | 10.03% |
| San Andrés         | 2 125   | 11.54% | 4 667   | 25.34% | 2 143   | 11.63% | 3 659   | 19.87% | 1 408   | 7.64%  | 519     | 2.81%  | 643     | 3.49%  | 199     | 1.08% | 379     | 2.05%  |
| Santander          | 116 734 | 15.44% | 120 505 | 15.94% | 52 720  | 6.97%  | 164 317 | 21.74% | 33 428  | 4.42%  | 27 578  | 3.64%  | 107 278 | 14.19% | 13 796  | 1.82% | 13 251  | 1.75%  |
| Sucre              | 17 530  | 4.61%  | 171 658 | 44.14% | 31 739  | 8.16%  | 20 693  | 5.37%  | 71 888  | 18.41% | 5 664   | 1.48%  | 5 108   | 1.34%  | 11 903  | 3.12% | 1 866   | 0.49%  |
| Tolima             | 79 633  | 18.47% | 41 469  | 9.62%  | 109 022 | 25.29% | 49 158  | 11.40% | 43 005  | 9.97%  | 19 212  | 4.45%  | 12 885  | 2.98%  | 11 734  | 2.72% | 14 267  | 4.68%  |
| Valle del Cauca    | 179 056 | 13.03% | 160 747 | 11.70% | 135 901 | 9.89%  | 160 529 | 11.68% | 257 854 | 18.76% | 93 515  | 6.80%  | 102 533 | 7.46%  | 30 822  | 2.24% | 58 818  | 4.28%  |
| Vaupés             | 479     | 5.98%  | 1 653   | 20.64% | 210     | 2.62%  | 2 139   | 26.71% | 2 299   | 28.70% | 506     | 6.31%  | 86      | 1.07%  | 60      | 0.74% | 31      | 0.38%  |
| Vichada            | 4 774   | 27.63% | 2 274   | 13.16% | 595     | 3.44%  | 2 892   | 16.74% | 3 596   | 20.81% | 829     | 4.79%  | 218     | 1.26%  | 99      | 0.57% | 304     | 1.75%  |
| Fuente: El Tiempo  |         |        |         |        |         |        |         |        |         |        |         |        |         |        |         |       |         |        |

## Cámara de Representantes
| Partido o movimiento                                             | Votos      | Porcentaje | Candidato(a) más votado(a)       | Escaños |
| ---------------------------------------------------------------- | ---------- | ---------- | -------------------------------- | ------- |
| Partido Liberal Colombiano                                       | 2.471.596  | 16,57%     | Nubia López Morales              | 35      |
| Centro Democrático                                               | 2.388.405  | 16,19%     | Edward David Rodríguez Rodríguez | 32      |
| Partido Cambio Radical                                           | 2.140.630  | 14,23%     | Hernando José Padauí Álvarez     | 30      |
| Partido Social de Unidad Nacional                                | 1.840.253  | 12,13%     | Wilmer Ramiro Carrillo Mendoza   | 25      |
| Partido Conservador Colombiano                                   | 1.819.867  | 12,14%     | Yamil Hernando Arana Padaui      | 21      |
| Alianza Verde                                                    | 884.146    | 6,04%      | Inti Raúl Asprilla Reyes         | 9       |
| Polo Democrático Alternativo                                     | 444.912    | 3,00%      | Germán Navas Talero              | 2       |
| Opción Ciudadana                                                 | 310.724    | 2,04%      | Franklin Lozano de la Ossa       | 2       |
| Partido MIRA                                                     | 551.967    | 3,98%      | Irma Luz Herrera Rodríguez       | 1       |
| Lista de la Decencia                                             | 255.213    | 1,84%      | María José Pizarro               | 2       |
| Colombia Justa Libres                                            | 110.218    | 0,79%      | —                                | 1       |
| Alternativa Santandereana (Polo Democrático, Alianza Verde, ASI) | 71.222     | 0,51%      | —                                | 1       |
| Movimiento Alternativo Indígena y Social                         | 44.034     | 0,30%      | César Augusto Pachón Achury      | 1       |
| Total de votos                                                   | 13.333.187 | 89,76%     | Total de escaños:                | 162     |
| Fuente: Registraduria Nacional del Estado Civil                  |            |            |                                  |         |

### Representantes a la cámara electos
| Representante Electo               | Circunscripción    | Partido o movimiento                                        | Votos   |
| ---------------------------------- | ------------------ | ----------------------------------------------------------- | ------- |
| Julián Peinado Ramírez             | Antioquia          | Partido Liberal Colombiano                                  | 56.035  |
| Juan Diego Echavarría Sánchez      | Antioquia          | Partido Liberal Colombiano                                  | 50.229  |
| John Jairo Roldán Avendaño         | Antioquia          | Partido Liberal Colombiano                                  | 47.499  |
| Nevardo Eneiro Rincón Vergara      | Arauca             | Partido Liberal Colombiano                                  | 10.402  |
| Jezmi Lizeth Barraza Arraut        | Atlántico          | Partido Liberal Colombiano                                  | 46.541  |
| Juan Carlos Losada Vargas          | Bogotá             | Partido Liberal Colombiano                                  | 36.742  |
| Silvio José Carrasquilla Torres    | Bolívar            | Partido Liberal Colombiano                                  | 60.226  |
| Rodrigo Arturo Rojas Lara          | Boyacá             | Partido Liberal Colombiano                                  | 26.480  |
| José Luis Correa López             | Caldas             | Partido Liberal Colombiano                                  | 39.351  |
| Harry Giovanny González García     | Caquetá            | Partido Liberal Colombiano                                  | 23.846  |
| Carlos Julio Bonilla Soto          | Cauca              | Partido Liberal Colombiano                                  | 38.797  |
| Crisanto Pizo Mazabuel             | Cauca              | Partido Liberal Colombiano                                  | 27.720  |
| Nilton Córdoba Manyoma             | Chocó              | Partido Liberal Colombiano                                  | 24.420  |
| Andres David Calle Aguas           | Córdoba            | Partido Liberal Colombiano                                  | 60.815  |
| Óscar Hernán Sánchez León          | Cundinamarca       | Partido Liberal Colombiano                                  | 47.923  |
| Alexander Harvey Bermúdez Lasso    | Guaviare           | Partido Liberal Colombiano                                  | 5.165   |
| Flora Perdomo Andrade              | Huila              | Partido Liberal Colombiano                                  | 22.435  |
| Kelyn Johana González Duarte       | Magdalena          | Partido Liberal Colombiano                                  | 52.385  |
| Alejandro Alberto Vega Pérez       | Meta               | Partido Liberal Colombiano                                  | 60.469  |
| Hernan Gustavo Estupiñan Calvache  | Nariño             | Partido Liberal Colombiano                                  | 30.508  |
| Alejandro Carlos Chacón Camargo    | Norte de Santander | Partido Liberal Colombiano                                  | 53.817  |
| Carlos Adolfo Ardila Espinosa      | Putumayo           | Partido Liberal Colombiano                                  | 15.545  |
| Luciano Grisales Londoño           | Quindío            | Partido Liberal Colombiano                                  | 28.655  |
| Diego Patiño Amariles              | Risaralda          | Partido Liberal Colombiano                                  | 27.094  |
| Juan Carlos Reinales Agudelo       | Risaralda          | Partido Liberal Colombiano                                  | 24.014  |
| Elizabeth Jay-Pang Diaz            | San Andrés         | Partido Liberal Colombiano                                  | 3.111   |
| Nubia López Morales                | Santander          | Partido Liberal Colombiano                                  | 70.020  |
| Víctor Manuel Ortiz Joya           | Santander          | Partido Liberal Colombiano                                  | 56.667  |
| Édgar Alfonso Gómez Román          | Santander          | Partido Liberal Colombiano                                  | 42.407  |
| Ángel María Gaitán Pulido          | Tolima             | Partido Liberal Colombiano                                  | 23.762  |
| Fabio Fernando Arroyave Rivas      | Valle del Cauca    | Partido Liberal Colombiano                                  | 47.400  |
| Juan Fernando Reyes Kuri           | Valle del Cauca    | Partido Liberal Colombiano                                  | 41.900  |
| Adriana Gomez Millan               | Valle del Cauca    | Partido Liberal Colombiano                                  | 38.876  |
| Álvaro Henry Monedero Rivera       | Valle del Cauca    | Partido Liberal Colombiano                                  | 31.206  |
| Henry Fernando Correal Herrera     | Vaupés             | Partido Liberal Colombiano                                  | 2.479   |
| Yenica Sugein Acosta Infante       | Amazonas           | Partido Centro Democrático                                  | 3.715   |
| Oscar Dario Perez Pineda           | Antioquia          | Partido Centro Democrático                                  | 85.867  |
| Esteban Quintero Cardona           | Antioquia          | Partido Centro Democrático                                  | 58.774  |
| Juan Fernando Espinal Ramirez      | Antioquia          | Partido Centro Democrático                                  | 44.717  |
| Jhon Jairo Berrio Lopez            | Antioquia          | Partido Centro Democrático                                  | 34.425  |
| Cesar Eugenio Martinez Restrepo    | Antioquia          | Partido Centro Democrático                                  | 33.366  |
| John Jairo Bermudez Garces         | Antioquia          | Partido Centro Democrático                                  | 22.916  |
| Margarita María Restrepo Arango    | Antioquia          | Partido Centro Democrático                                  | 20.434  |
| Luis Emilio Tovar Bello            | Arauca             | Partido Centro Democrático                                  | 9.792   |
| Edward David Rodríguez Rodríguez   | Bogotá             | Partido Centro Democrático                                  | 105.623 |
| Samuel Alejandro Hoyos Mejía       | Bogotá             | Partido Centro Democrático                                  | 41.076  |
| José Jaime Uscátegui Pastrana      | Bogotá             | Partido Centro Democrático                                  | 34.727  |
| Gabriel Santos García              | Bogotá             | Partido Centro Democrático                                  | 22.609  |
| Enrique Cabrales Baquero           | Bogotá             | Partido Centro Democrático                                  | 17.708  |
| Héctor Ángel Ortiz Núñez           | Boyacá             | Partido Centro Democrático                                  | 18.386  |
| Luis Fernando Gómez Betancurt      | Caldas             | Partido Centro Democrático                                  | 22.522  |
| Edwin Alberto Valdés Rodríguez     | Caquetá            | Partido Centro Democrático                                  | 11.740  |
| Jairo Giovany Cristancho Tarache   | Casanare           | Partido Centro Democrático                                  | 21.955  |
| Juan David Vélez Trujillo          | Consulados         | Partido Centro Democrático                                  | 40.048  |
| Rubén Darío Molano Piñeros         | Cundinamarca       | Partido Centro Democrático                                  | 36.462  |
| Hernan Humberto Garzon Rodríguez   | Cundinamarca       | Partido Centro Democrático                                  | 19.532  |
| Álvaro Hernán Prada Artunduaga     | Huila              | Partido Centro Democrático                                  | 48.324  |
| Jennifer Kristin Arias Falla       | Meta               | Partido Centro Democrático                                  | 31.125  |
| Juan Pablo Celis Vergel            | Norte de Santander | Partido Centro Democrático                                  | 30.383  |
| Diego Javier Osorio Jiménez        | Quindío            | Partido Centro Democrático                                  | 15.361  |
| Gabriel Jaime Vallejo Chujfi       | Risaralda          | Partido Centro Democrático                                  | 23.698  |
| Oscar Leonardo Villamizar Meneses  | Santander          | Partido Centro Democrático                                  | 37.068  |
| Edwin Gilberto Ballesteros Archila | Santander          | Partido Centro Democrático                                  | 17.810  |
| Ricardo Alfonso Ferro Lozano       | Tolima             | Partido Centro Democrático                                  | 32.770  |
| Christian Munir Garces Aljure      | Valle del Cauca    | Partido Centro Democrático                                  | 41.598  |
| Milton Hugo Angulo Viveros         | Valle del Cauca    | Partido Centro Democrático                                  | 19.719  |
| Gustavo Londoño García             | Vichada            | Partido Centro Democrático                                  | 2.933   |
| José Ignacio Mesa Betancur         | Antioquia          | Partido Cambio Radical                                      | 28.575  |
| César Augusto Lorduy Maldonado     | Atlántico          | Partido Cambio Radical                                      | 77.467  |
| Modesto Enrique Aguilera Vides     | Atlántico          | Partido Cambio Radical                                      | 73.902  |
| Karina Estefania Rojano Palacio    | Atlántico          | Partido Cambio Radical                                      | 73.764  |
| Jose Gabriel Amar Sepulveda        | Atlántico          | Partido Cambio Radical                                      | 72.755  |
| Ángela Patricia Sánchez Leal       | Bogotá             | Partido Cambio Radical                                      | 31.806  |
| José Daniel López Jiménez          | Bogotá             | Partido Cambio Radical                                      | 29.459  |
| Hernando José Padauí Álvarez       | Bolívar            | Partido Cambio Radical                                      | 83.906  |
| Karen Violette Cure Corcione       | Bolívar            | Partido Cambio Radical                                      | 55.154  |
| Gustavo Hernán Puentes Díaz        | Boyacá             | Partido Cambio Radical                                      | 16.983  |
| Erwin Arias Betancur               | Caldas             | Partido Cambio Radical                                      | 14.015  |
| Eloy Chichí Quintero Romero        | Cesar              | Partido Cambio Radical                                      | 31.747  |
| Néstor Leonardo Rico Rico          | Cundinamarca       | Partido Cambio Radical                                      | 35.607  |
| Gloria Betty Zorro Africano        | Cundinamarca       | Partido Cambio Radical                                      | 30.910  |
| Carlos Alberto Cuenca Chaux        | Guainía            | Partido Cambio Radical                                      | 2.681   |
| David Ernesto Pulido Novoa         | Guaviare           | Partido Cambio Radical                                      | 7.552   |
| Julio César Triana Quintero        | Huila              | Partido Cambio Radical                                      | 21.026  |
| Carlos Mario Farelo Daza           | Magdalena          | Partido Cambio Radical                                      | 56.628  |
| Jose Luis Pinedo Campo             | Magdalena          | Partido Cambio Radical                                      | 23.331  |
| Jaime Rodríguez Contreras          | Meta               | Partido Cambio Radical                                      | 50.594  |
| Bayardo Gilberto Betancourt Perez  | Nariño             | Partido Cambio Radical                                      | 47.615  |
| Jairo Humberto Cristo Correa       | Norte de Santander | Partido Cambio Radical                                      | 41.205  |
| Atilano Alonso Giraldo Arboleda    | Quindío            | Partido Cambio Radical                                      | 16.763  |
| Jorge Méndez Hernandez             | San Andrés         | Partido Cambio Radical                                      | 6.876   |
| Ciro Fernández Núñez               | Santander          | Partido Cambio Radical                                      | 23.646  |
| Salim Villamil Quessep             | Sucre              | Partido Cambio Radical                                      | 73.277  |
| Hector Javier Vergara Sierra       | Sucre              | Partido Cambio Radical                                      | 44.796  |
| Aquileo Medina Arteaga             | Tolima             | Partido Cambio Radical                                      | 21.572  |
| Oswaldo Arcos Benavides            | Valle del Cauca    | Partido Cambio Radical                                      | 31.346  |
| Oscar Camilo Arango Cárdenas       | Vichada            | Partido Cambio Radical                                      | 4.532   |
| Harold Augusto Valencia Infante    | Amazonas           | Partido Social de Unidad Nacional                           | 2.925   |
| Monica Maria Raigoza Morales       | Antioquia          | Partido Social de Unidad Nacional                           | 34.134  |
| Martha Patricia Villalba Hodwalker | Atlántico          | Partido Social de Unidad Nacional                           | 46.370  |
| Alonso José del Río Cabarcas       | Bolívar            | Partido Social de Unidad Nacional                           | 57.288  |
| Óscar Tulio Lizcano González       | Caldas             | Partido Social de Unidad Nacional                           | 28.766  |
| John Jairo Cárdenas Morán          | Cauca              | Partido Social de Unidad Nacional                           | 25.215  |
| Carlos Felipe Muñoz Bolaños        | Cauca              | Partido Social de Unidad Nacional                           | 21.810  |
| José Eliécer Salazar               | Cesar              | Partido Social de Unidad Nacional                           | 35.023  |
| Christian José Moreno Villamizar   | Cesar              | Partido Social de Unidad Nacional                           | 31.494  |
| Astrid Sánchez Montes de Oca       | Chocó              | Partido Social de Unidad Nacional                           | 18.347  |
| Erasmo Elias Zuleta Bechara        | Córdoba            | Partido Social de Unidad Nacional                           | 66.510  |
| Jorge Enrique Burgos Lugo          | Córdoba            | Partido Social de Unidad Nacional                           | 64.444  |
| Sara Elena Piedrahíta Lyons        | Córdoba            | Partido Social de Unidad Nacional                           | 61.592  |
| José Edilberto Caicedo Sastoque    | Cundinamarca       | Partido Social de Unidad Nacional                           | 34.250  |
| Anatolio Hernandez Lozano          | Guainía            | Partido Social de Unidad Nacional                           | 2.338   |
| Alfredo Rafael Deluque Zuleta      | La Guajira         | Partido Social de Unidad Nacional                           | 52.528  |
| Hernando Guida Ponce               | Magdalena          | Partido Social de Unidad Nacional                           | 29.397  |
| Teresa Enríquez Rosero             | Nariño             | Partido Social de Unidad Nacional                           | 52.459  |
| Wilmer Ramiro Carrillo Mendoza     | Norte de Santander | Partido Social de Unidad Nacional                           | 66.487  |
| Jaime Armando Yepes Martínez       | Tolima             | Partido Social de Unidad Nacional                           | 22.231  |
| Norma Hurtado Sánchez              | Valle del Cauca    | Partido Social de Unidad Nacional                           | 64.624  |
| Jorge Eliecer Tamayo Marulanda     | Valle del Cauca    | Partido Social de Unidad Nacional                           | 60.442  |
| Elbert Díaz Lozano                 | Valle del Cauca    | Partido Social de Unidad Nacional                           | 50.072  |
| John Jairo Hoyos Garcia            | Valle del Cauca    | Partido Social de Unidad Nacional                           | 24.599  |
| Monica Liliana Valencia Montaña    | Vaupés             | Partido Social de Unidad Nacional                           | 1.417   |
| Nicolás Albeiro Echeverry Alvarán  | Antioquia          | Partido Conservador Colombiano                              | 53.880  |
| Nidia Marcela Osorio Salgado       | Antioquia          | Partido Conservador Colombiano                              | 46.907  |
| Germán Alcides Blanco Álvarez      | Antioquia          | Partido Conservador Colombiano                              | 42.786  |
| Armando Antonio Zabarain D'arce    | Atlántico          | Partido Conservador Colombiano                              | 71.086  |
| Juan Carlos Wills Ospina           | Bogotá             | Partido Conservador Colombiano                              | 15.239  |
| Yamil Hernando Arana Padaui        | Bolívar            | Partido Conservador Colombiano                              | 80.777  |
| Emeterio Jose Montes Castro        | Bolívar            | Partido Conservador Colombiano                              | 74.057  |
| Felix Alejandro Chica Correa       | Caldas             | Partido Conservador Colombiano                              | 16.745  |
| Alfredo Ape Cuello Baute           | Cesar              | Partido Conservador Colombiano                              | 56.728  |
| Wadith Alberto Manzur Imbett       | Córdoba            | Partido Conservador Colombiano                              | 71.550  |
| Buenaventura León León             | Cundinamarca       | Partido Conservador Colombiano                              | 32.412  |
| Jaime Felipe Lozada Polanco        | Huila              | Partido Conservador Colombiano                              | 28.421  |
| María Cristina Soto de Gómez       | La Guajira         | Partido Conservador Colombiano                              | 41.824  |
| Diela Liliana Benavides Solarte    | Nariño             | Partido Conservador Colombiano                              | 59.536  |
| Felipe Andrés Muñoz Delgado        | Nariño             | Partido Conservador Colombiano                              | 33.597  |
| Ciro Antonio Rodríguez Pinzón      | Norte de Santander | Partido Conservador Colombiano                              | 54.910  |
| Jimmy Harold Diaz Burbano          | Putumayo           | Partido Conservador Colombiano                              | 11.649  |
| Juan Carlos Rivera Peña            | Risaralda          | Partido Conservador Colombiano                              | 27.735  |
| Adriana Magali Matiz Vargas        | Tolima             | Partido Conservador Colombiano                              | 37.846  |
| José Elver Hernández Casas         | Tolima             | Partido Conservador Colombiano                              | 37.188  |
| Jose Gustavo Padilla Orozco        | Valle del Cauca    | Partido Conservador Colombiano                              | 29.229  |
| León Fredy Muñoz Lopera            | Antioquia          | Partido Alianza Verde                                       | 34.348  |
| Inti Raúl Asprilla Reyes           | Bogotá             | Partido Alianza Verde                                       | 100.781 |
| Juanita María Goebertus Estrada    | Bogotá             | Partido Alianza Verde                                       | 84.576  |
| Luvi Katherine Miranda Peña        | Bogotá             | Partido Alianza Verde                                       | 64.261  |
| Mauricio Andrés Toro Orjuela       | Bogotá             | Partido Alianza Verde                                       | 19.261  |
| Wilmer Leal Pérez                  | Boyacá             | Partido Alianza Verde                                       | 47.621  |
| Neyla Ruiz Correa                  | Boyacá             | Partido Alianza Verde                                       | 6.176   |
| Cesar Augusto Ortiz Zorro          | Casanare           | Partido Alianza Verde                                       | 21.729  |
| Catalina Ortiz Lalinde             | Valle del Cauca    | Partido Alianza Verde                                       | 32.273  |
| Omar de Jesus Restrepo Correa      | Antioquia          | Partido FARC                                                | 32.636  |
| Seusis Pausivas Hernández Solarte  | Atlántico          | Partido FARC                                                | 32.636  |
| Jairo González Mora                | Bogotá             | Partido FARC                                                | 32.636  |
| Jairo Reinaldo Cala Suárez         | Santander          | Partido FARC                                                | 32.636  |
| Luis Alberto Albán Urbano          | Valle del Cauca    | Partido FARC                                                | 32.636  |
| Jorge Alberto Gómez Gallego        | Antioquia          | Polo Democrático Alternativo                                | 29.474  |
| Germán Navas Talero                | Bogotá             | Polo Democrático Alternativo                                | 39.409  |
| Franklin Lozano de la Ossa         | Magdalena          | Opción Ciudadana                                            | 48.107  |
| Milene Jarava Díaz                 | Sucre              | Opción Ciudadana                                            | 65.219  |
| María José Pizarro Rodríguez       | Bogotá             | Lista de la Decencia (ASI, UP, MAIS)                        | 78.949  |
| David Ricardo Racero Mayorca       | Bogotá             | Lista de la Decencia (ASI, UP, MAIS)                        | 16.784  |
| César Augusto Pachón Achury        | Boyacá             | MAIS                                                        | 28.974  |
| Abel David Jaramillo Largo         | C. Indígena        | MAIS                                                        | 23.279  |
| Carlos Eduardo Acosta Lozano       | Bogotá             | Colombia Justa Libres                                       | 128.653 |
| Irma Luz Herrera Rodríguez         | Bogotá             | Partido MIRA                                                | 33.614  |
| Jhon Arley Murillo Benítez         | C. Afro            | C. Comunitario de Comunidades Negras Playa                  | 24.048  |
| Hernan Banguero Andrade            | C. Afro            | C. Comunitario La Mamuncia                                  | 23.613  |
| Edwing Fabián Díaz Plata           | Santander          | Coalición Alternativa Santandereana AS (A. Verde, ASI, PDA) | 19.953  |
| Ángela María Robledo               | —                  | Lista de la Decencia                                        | —       |

### Votos por Departamento (Cámara)
| Amazonas           | 5 300   | 24,11% | 6 671   | 30,35% |         |        | 6 507   | 29,60% | 447     | 2,03%  | 1 413   | 6,42%  | 310     | 1,41%  | 614     | 2,79%  | 212    | 0,96%  |         |        |
| Antioquia          | 270 672 | 15,42% | 556 496 | 31,70% | 134 057 | 7,63%  | 113 896 | 6,48%  | 259 234 | 14,76% | 129 699 | 7,38%  | 41 053  | 2,33%  | 77 666  | 4,42%  | 21 982 | 1,25%  |         |        |
| Arauca             | 23 869  | 30,32% | 22 691  | 28,82% | 20 772  | 26,39% |         |        |         |        |         |        | 3 054   | 3,88%  |         |        |        |        |         |        |
| Atlántico          | 105 426 | 10,84% | 77 489  | 7,81%  | 414 032 | 43,46% | 115 342 | 13,47% | 133 590 | 14,07% |         |        | 14 026  | 1,52%  | 21 079  | 2,29%  | 4 397  | 0,47%  |         |        |
| Bogotá             | 170 320 | 7,25%  | 473 537 | 20,17% | 218 458 | 9,30%  | 78 340  | 3,33%  | 95 113  | 4,05%  | 433 647 | 18,47% | 129 560 | 5,51%  | 150 756 | 6,42%  | 21 168 | 0,90%  | 238 737 | 10,16% |
| Bolívar            | 97 937  | 14,77% | 59 468  | 8,96%  | 166 039 | 25,04% | 77 912  | 11,75% | 179 536 | 27,08% |         |        | 14 475  | 2,18%  |         |        | 8 529  | 1,28%  |         |        |
| Boyacá             | 61 810  | 14,69% | 52 651  | 12,52% | 59 859  | 14,23% | 36 558  | 8,69%  | 33 109  | 7,87%  | 77 351  | 18,39% | 10 244  | 2,43%  | 6 131   | 1,45%  | 4 050  | 2,36%  |         |        |
| Caldas             | 67 485  | 20,01% | 55 639  | 16,50% | 35 027  | 10,38% | 59 823  | 17,74% | 34 142  | 10,12% | 11 381  | 3,37%  | 19 415  | 5,75%  | 16 940  | 5,02%  | 7 036  | 2,08%  |         |        |
| Caquetá            | 32 130  | 32,14% | 23 444  | 23,45% |         |        |         |        |         |        |         |        | 11 105  | 11,10% | 4 473   | 4,47%  |        |        |         |        |
| Casanare           | 25 245  | 18,80% | 34 654  | 25,81% | 22 607  | 16,84% | 3 940   | 2,93%  | 2 061   | 1,53%  | 34 490  | 25,69% | 3 547   | 2,64%  |         |        | 467    | 0,34%  |         |        |
| Cauca              | 96 506  | 29,57% | 27 949  | 8,56%  |         |        | 79 889  | 24,48% | 29 760  | 9,11%  | 12 060  | 3,69%  | 21 598  | 6,61%  | 8 345   | 2,55%  |        |        |         |        |
| Cesar              | 37 738  | 10,97% | 33 499  | 9,74%  | 53 857  | 15,66% | 97 451  | 28,33% | 84 457  | 24,56% | 1 954   | 0,56%  | 5 697   | 1,65%  | 5 981   | 1,73%  |        |        |         |        |
| Chocó              | 46 688  | 37,54% |         |        | 26 485  | 21,29% | 43 040  | 34,61% |         |        |         |        | 3 317   | 2,66%  |         |        |        |        |         |        |
| Consulados         | 4 022   | 4,02%  | 33 775  | 33,80% | 2 600   | 2,60%  | 14 242  | 14,25% | 3 781   | 3,78%  | 14 241  | 14,25% | 18 302  | 18,31% | 5 650   | 5,65%  | 492    | 0,49%  |         |        |
| Córdoba            | 129 017 | 21,31% | 55 681  | 9,19%  |         |        | 269 288 | 44,48% | 101 718 | 16,80% |         |        | 12 408  | 2,04%  |         |        |        |        |         |        |
| Cundinamarca       | 76 229  | 10,19% | 126 551 | 16,92% | 144 894 | 19,37% | 88 852  | 11,88% | 78 636  | 10,51% | 43 840  | 5,86%  | 33 619  | 3,63%  | 18 330  | 2,45%  | 24 265 | 3,24%  | 32 219  | 4,30%  |
| Guainía            |         |        | 3 488   | 23,51% | 3 866   | 26,05% | 3 784   | 25,50% |         |        | 256     | 1,72%  |         |        | 243     | 1,63%  | 402    | 2,70%  |         |        |
| Guaviare           | 11 296  | 39,74% | 1 084   | 3,81%  | 7 552   | 26,57% | 6 487   | 22,82% |         |        |         |        | 874     | 3,07%  |         |        |        |        |         |        |
| Huila              | 49 049  | 13,93% | 48 324  | 13,72% | 59 034  | 16,76% | 46 331  | 13,16% | 68 802  | 19,54% |         |        | 18 442  | 5,23%  |         |        |        |        |         |        |
| La Guajira         | 52 284  | 22,73% | 5 081   | 2,20%  | 12 455  | 5,41%  | 80 482  | 34,98% | 65 865  | 28,63% |         |        | 3 332   | 1,44%  |         |        |        |        |         |        |
| Magdalena          | 82 643  | 18,06% | 30 376  | 6,64%  | 118 106 | 25,82% | 61 407  | 13,42% | 45 313  | 9,90%  |         |        | 8 330   | 1,82%  |         |        | 63 255 | 13,83% |         |        |
| Meta               | 60 469  | 20,64% | 80 292  | 27,41% | 50 594  | 17,27% | 29 643  | 10,11% |         |        |         |        | 14 380  | 4,90%  |         |        | 2 609  | 0,89%  |         |        |
| Nariño             | 76 647  | 15,96% | 15 546  | 3,23%  | 68 509  | 14,26% | 69 828  | 14,54% | 140 768 | 29,31% |         |        | 11 315  | 2,35%  | 61 561  | 12,82% | 1 496  | 0,31%  |         |        |
| Norte de Santander | 114 690 | 22,05% | 76 918  | 14,79% | 95 094  | 18,28% | 90 698  | 17,44% | 96 087  | 18,47% |         |        | 7 885   | 1,51%  |         |        |        |        |         |        |
| Putumayo           | 30 892  | 33,82% | 4 951   | 5,42%  |         |        |         |        | 22 590  | 24,73% | 20 910  | 22,89% | 5 412   | 5,92%  | 2 569   | 2,81%  |        |        |         |        |
| Quindío            | 62 809  | 31,84% | 39 698  | 20,12% | 39 446  | 20,00% | 3 139   | 1,59%  |         |        |         |        | 24 368  | 12,35% |         |        |        |        |         |        |
| Risaralda          | 64 820  | 20,25% | 52 320  | 16,34% | 34 497  | 10,78% | 31 084  | 9,71%  | 49 384  | 15,43% |         |        | 35 246  | 11,01% |         |        | 1 806  | 0,56%  | 6 528   | 2,03%  |
| San Andrés         | 8 995   | 40,82% |         |        | 7 077   | 32,12% |         |        |         |        |         |        | 342     | 1,53%  | 891     | 4,00%  |        |        |         |        |
| Santander          | 221 613 | 31,10% | 140 522 | 19,72% | 66 549  | 9,34%  | 15 424  | 2,16%  | 62 175  | 8,72%  |         |        | 19 118  | 2,68%  |         |        | 34 710 | 4,87%  |         |        |
| Sucre              | 62 004  | 17,48% | 17 675  | 4,98%  | 152 539 | 43,00% |         |        | 8 425   | 2,40%  |         |        | 4 829   | 1,38%  | 5 318   | 1,51%  | 83 596 | 23,68% | 10 629  | 3,05%  |
| Tolima             | 42 343  | 9,97%  | 78 122  | 18,40% | 45 637  | 10,75% | 45 943  | 10,82% | 108 589 | 25,58% |         |        | 22 916  | 5,39%  |         |        | 2 157  | 0,50%  | 23 545  | 5,54%  |
| Valle del Cauca    | 276 716 | 21,09% | 142 165 | 10,83% | 87 790  | 6,69%  | 272 843 | 20,80% | 119 996 | 9,14%  | 101 545 | 7,74%  | 66 204  | 5,04%  | 54 991  | 4,19%  | 26 880 | 2,04%  |         |        |
| Vaupés             | 5 060   | 44,55% |         |        | 2 347   | 20,66% | 3 609   | 31,77% |         |        | 191     | 1,68%  |         |        |         |        | 13     | 0,11%  |         |        |
| Vichada            | 5 194   | 22,78% | 7 603   | 33,35% | 6 800   | 29,83% |         |        | 228     | 1,01%  | 569     | 2,54%  |         |        | 148     | 0,66%  |        |        |         |        |
| Fuente: El Tiempo  |         |        |         |        |         |        |         |        |         |        |         |        |         |        |         |        |        |        |         |        |

#### Amazonas
| Partido                           | Votos          | %              | Curules |
| --------------------------------- | -------------- | -------------- | ------- |
| Partido Centro Democrático        | 6.466          | 26,77%         | 1       |
| Partido Social de Unidad Nacional | 6.293          | 26,05%         | 1       |
| Partido Liberal Colombiano        | 5.100          | 21,11%         | 0       |
| Partido Alianza Verde             | 1.359          | 5,62%          | 0       |
| Polo Democrático Alternativo      | 576            | 2,38%          | 0       |
| Voto en Blanco                    | Voto en Blanco | Voto en Blanco | 514     |
| Total de votos                    | Total de votos | Total de votos | 24.149  |

#### Antioquia
| Partido                           | Votos          | %              | Curules   |
| --------------------------------- | -------------- | -------------- | --------- |
| Partido Centro Democrático        | 557.175        | 31,70%         | 7         |
| Partido Liberal Colombiano        | 267.994        | 15,42%         | 3         |
| Partido Conservador Colombiano    | 256.562        | 14,76%         | 3         |
| Partido Cambio Radical            | 132.392        | 7,63%          | 1         |
| Partido Alianza Verde             | 129.156        | 7,38%          | 1         |
| Partido Social de Unidad Nacional | 112.722        | 6,48%          | 1         |
| Polo Democrático Alternativo      | 76.478         | 4,42%          | 1         |
| Partido Político MIRA             | 40.841         | 2,33%          | 0         |
| Voto en Blanco                    | Voto en Blanco | Voto en Blanco | 93.174    |
| Total de votos                    | Total de votos | Total de votos | 2.099.208 |

#### Arauca
| Partido                     | Votos          | %              | Curules |
| --------------------------- | -------------- | -------------- | ------- |
| Partido Liberal Colombiano  | 23.516         | 28,82%         | 1       |
| Partido Centro Democrático  | 22.518         | 26,39%         | 1       |
| Partido Cambio Radical      | 21.114         | 20,32%         | 0       |
| Coalición Arauca para Todos | 4.902          | 6,38%          | 0       |
| Partido Político MIRA       | 3.016          | 3,88%          | 0       |
| Voto en Blanco              | Voto en Blanco | Voto en Blanco | 3.295   |
| Total de votos              | Total de votos | Total de votos | 90.420  |

#### Atlántico
| Partido                           | Votos          | %              | Curules   |
| --------------------------------- | -------------- | -------------- | --------- |
| Partido Cambio Radical            | 414.032        | 41,77%         | 4         |
| Partido Conservador Colombiano    | 133.590        | 14,07%         | 1         |
| Partido Social de Unidad Nacional | 115.342        | 13,47%         | 1         |
| Partido Liberal Colombiano        | 105.426        | 10,63%         | 1         |
| Partido Centro Democrático        | 77.489         | 7,81%          | 0         |
| Polo Democrático Alternativo      | 21.079         | 2,29%          | 0         |
| Voto en Blanco                    | Voto en Blanco | Voto en Blanco | 38.659    |
| Total de votos                    | Total de votos | Total de votos | 1.131.199 |

#### Bogotá
| Partido                           | Votos          | %              | Curules   |
| --------------------------------- | -------------- | -------------- | --------- |
| Partido Centro Democrático        | 473.933        | 20,17%         | 5         |
| Partido Alianza Verde             | 433.965        | 18,47%         | 4         |
| Coalición Lista de la Decencia    | 237.376        | 14,05%         | 2         |
| Partido Cambio Radical            | 218.577        | 10,16%         | 2         |
| Partido Liberal Colombiano        | 168.853        | 9,30%          | 1         |
| Polo Democrático Alternativo      | 149.137        | 7,25%          | 1         |
| Partido Político MIRA             | 128.444        | 6,42%          | 1         |
| G.S.C. Colombia Justa Libres      | 128.653        | 5,51%          | 1         |
| Partido Conservador Colombiano    | 94.481         | 4,87%          | 1         |
| Partido Social de Unidad Nacional | 78.073         | 3,33%          | 0         |
| Partido Somos                     | 25.643         | 1,09%          | 0         |
| Voto en Blanco                    | Voto en Blanco | Voto en Blanco | 176.876   |
| Total de votos                    | Total de votos | Total de votos | 2.795.532 |

#### Bolívar
| Partido                           | Votos          | %              | Curules |
| --------------------------------- | -------------- | -------------- | ------- |
| Partido Conservador Colombiano    | 179.464        | 27,08%         | 2       |
| Partido Cambio Radical            | 167.452        | 25,04%         | 2       |
| Partido Liberal Colombiano        | 96.222         | 14,77%         | 1       |
| Partido Social de Unidad Nacional | 77.132         | 11,75%         | 1       |
| Partido Centro Democrático        | 57.071         | 8,96%          | 0       |
| Coalición Colombia                | 31.565         | 4,76%          | 0       |
| Partido Político MIRA             | 14.475         | 2,18%          | 0       |
| Partido Opción Ciudadana          | 8.529          | 1,28%          | 0       |
| Voto en Blanco                    | Voto en Blanco | Voto en Blanco | 21.076  |
| Total de votos                    | Total de votos | Total de votos | 787.683 |

#### Boyacá
| Partido                                  | Votos          | %              | Curules |
| ---------------------------------------- | -------------- | -------------- | ------- |
| Partido Alianza Verde                    | 77.553         | 18,39%         | 2       |
| Partido Liberal Colombiano               | 62.116         | 14,69%         | 1       |
| Partido Cambio Radical                   | 59.908         | 14,23%         | 1       |
| Partido Centro Democrático               | 52.995         | 12,52%         | 1       |
| Movimiento Alternativo Indígena y Social | 40.614         | 9,72%          | 1       |
| Partido Social de Unidad Nacional        | 36.784         | 8,69%          | 0       |
| Voto en Blanco                           | Voto en Blanco | Voto en Blanco | 31.972  |
| Total de votos                           | Total de votos | Total de votos | 493.089 |

#### Caldas
| Partido                           | Votos          | %              | Curules |
| --------------------------------- | -------------- | -------------- | ------- |
| Partido Liberal Colombiano        | 65.760         | 20,01%         | 1       |
| Partido Social de Unidad Nacional | 59.154         | 17,74%         | 1       |
| Partido Centro Democrático        | 54.925         | 16,50%         | 1       |
| Partido Cambio Radical            | 34.264         | 10,38%         | 1       |
| Partido Conservador Colombiano    | 33.905         | 10,12%         | 1       |
| Partido Político MIRA             | 19.037         | 5,75%          | 0       |
| Voto en Blanco                    | Voto en Blanco | Voto en Blanco | 23.611  |
| Total de votos                    | Total de votos | Total de votos | 414.898 |

#### Caquetá
| Partido                      | Votos          | %              | Curules |
| ---------------------------- | -------------- | -------------- | ------- |
| Partido Liberal Colombiano   | 32.130         | 32,14%         | 1       |
| Partido Centro Democrático   | 23.444         | 23,45%         | 1       |
| Alianza Social Independiente | 19.946         | 19,95%         | 0       |
| Partido Político MIRA        | 11.105         | 11,10%         | 0       |
| Voto en Blanco               | Voto en Blanco | Voto en Blanco | 4.198   |
| Total de votos               | Total de votos | Total de votos | 115.645 |

#### Casanare
| Partido                    | Votos          | %              | Curules |
| -------------------------- | -------------- | -------------- | ------- |
| Partido Centro Democrático | 34.654         | 25,81%         | 1       |
| Partido Alianza Verde      | 34.490         | 25,69%         | 1       |
| Partido Liberal Colombiano | 25.245         | 18,80%         | 0       |
| Partido Cambio Radical     | 22.607         | 16,84%         | 0       |
| Voto en Blanco             | Voto en Blanco | Voto en Blanco | 5.601   |
| Total de votos             | Total de votos | Total de votos | 153.815 |

#### Cauca
| Partido                           | Votos          | %              | Curules |
| --------------------------------- | -------------- | -------------- | ------- |
| Partido Liberal Colombiano        | 96.506         | 29,57%         | 2       |
| Partido Social de Unidad Nacional | 79.889         | 24,48%         | 2       |
| Partido Conservador Colombiano    | 29.760         | 9,11%          | 0       |
| Partido Centro Democrático        | 27.949         | 8,56%          | 0       |
| Voto en Blanco                    | Voto en Blanco | Voto en Blanco | 19.023  |
| Total de votos                    | Total de votos | Total de votos | 446.549 |

#### Cesar
| Partido                           | Votos          | %              | Curules |
| --------------------------------- | -------------- | -------------- | ------- |
| Partido Social de Unidad Nacional | 97.451         | 28,33%         | 2       |
| Partido Conservador Colombiano    | 84.457         | 24,56%         | 1       |
| Partido Cambio Radical            | 53.857         | 15,66%         | 1       |
| Partido Liberal Colombiano        | 37.738         | 10,97%         | 0       |
| Partido Centro Democrático        | 33.499         | 9,74%          | 0       |
| Voto en Blanco                    | Voto en Blanco | Voto en Blanco | 9.634   |
| Total de votos                    | Total de votos | Total de votos | 400.369 |

#### Chocó
| Partido                           | Votos          | %              | Curules |
| --------------------------------- | -------------- | -------------- | ------- |
| Partido Liberal Colombiano        | 44.319         | 37,54%         | 1       |
| Partido Social de Unidad Nacional | 41.306         | 34,61%         | 1       |
| Partido Cambio Radical            | 25.731         | 21,29%         | 0       |
| Voto en Blanco                    | Voto en Blanco | Voto en Blanco | 2.174   |
| Total de votos                    | Total de votos | Total de votos | 158.772 |

#### Consulados
| Partido                           | Votos          | %              | Curules |
| --------------------------------- | -------------- | -------------- | ------- |
| Partido Centro Democrático        | 33.775         | 33,80%         | 1       |
| Partido Político MIRA             | 18.302         | 18,31%         | 0       |
| Partido Social de Unidad Nacional | 14.242         | 14,25%         | 0       |
| Partido Alianza Verde             | 14.241         | 14,25%         | 0       |
| Polo Democrático Alternativo      | 5.650          | 5,65%          | 0       |
| Partido Liberal Colombiano        | 4.022          | 4,02%          | 0       |
| Partido Conservador Colombiano    | 3.781          | 3,78%          | 0       |
| Partido Cambio Radical            | 2.600          | 2,60%          | 0       |
| Voto en Blanco                    | Voto en Blanco | Voto en Blanco | 2.002   |
| Total de votos                    | Total de votos | Total de votos | 114.347 |

#### Córdoba
| Partido                           | Votos          | %              | Curules |
| --------------------------------- | -------------- | -------------- | ------- |
| Partido Social de Unidad Nacional | 269.288        | 44,48%         | 3       |
| Partido Liberal Colombiano        | 129.017        | 21,31%         | 1       |
| Partido Conservador Colombiano    | 101.718        | 16,80%         | 1       |
| Partido Centro Democrático        | 55.681         | 9,19%          | 0       |
| Coalición Colombia                | 12.830         | 2,11%          | 0       |
| Partido Político MIRA             | 12.408         | 2,04%          | 0       |
| Voto en Blanco                    | Voto en Blanco | Voto en Blanco | 18.021  |
| Total de votos                    | Total de votos | Total de votos | 714.074 |

#### Cundinamarca
| Partido                           | Votos          | %              | Curules |
| --------------------------------- | -------------- | -------------- | ------- |
| Partido Cambio Radical            | 144.894        | 19,37%         | 2       |
| Partido Centro Democrático        | 126.551        | 16,92%         | 2       |
| Partido Social de Unidad Nacional | 88.852         | 11,88%         | 1       |
| Partido Conservador Colombiano    | 78.636         | 10,51%         | 1       |
| Partido Liberal Colombiano        | 76.229         | 10,19%         | 1       |
| Partido Alianza Verde             | 43.840         | 5,86%          | 0       |
| Partido Político MIRA             | 33.619         | 4,49%          | 0       |
| Coalición Lista de la Decencia    | 32.219         | 4,30%          | 0       |
| Voto en Blanco                    | Voto en Blanco | Voto en Blanco | 65.690  |
| Total de votos                    | Total de votos | Total de votos | 950.668 |

#### Guainía
| Partido                           | Votos          | %              | Curules |
| --------------------------------- | -------------- | -------------- | ------- |
| Partido Cambio Radical            | 3.866          | 26,05%         | 1       |
| Partido Social de Unidad Nacional | 3.784          | 25,50%         | 1       |
| Partido Centro Democrático        | 3.488          | 23,51%         | 0       |
| Alianza Social Independiente      | 1.855          | 12,50%         | 0       |
| Voto en Blanco                    | Voto en Blanco | Voto en Blanco | 193     |
| Total de votos                    | Total de votos | Total de votos | 16.015  |

#### Guaviare
| Partido                           | Votos          | %              | Curules |
| --------------------------------- | -------------- | -------------- | ------- |
| Partido Liberal Colombiano        | 11.296         | 39,74%         | 1       |
| Partido Cambio Radical            | 7.552          | 26,57%         | 1       |
| Partido Social de Unidad Nacional | 6.487          | 22,82%         | 0       |
| Voto en Blanco                    | Voto en Blanco | Voto en Blanco | 1.127   |
| Total de votos                    | Total de votos | Total de votos | 32.122  |

#### Huila
| Partido                           | Votos          | %              | Curules |
| --------------------------------- | -------------- | -------------- | ------- |
| Partido Conservador Colombiano    | 68.802         | 19,54%         | 1       |
| Partido Cambio Radical            | 59.034         | 16,76%         | 1       |
| Partido Liberal Colombiano        | 49.049         | 13,93%         | 1       |
| Partido Centro Democrático        | 48.324         | 13,72%         | 1       |
| Partido Social de Unidad Nacional | 46.331         | 13,16%         | 0       |
| Voto en Blanco                    | Voto en Blanco | Voto en Blanco | 17.612  |
| Total de votos                    | Total de votos | Total de votos | 415.485 |

#### La Guajira
| Partido                           | Votos          | %              | Curules |
| --------------------------------- | -------------- | -------------- | ------- |
| Partido Social de Unidad Nacional | 80.482         | 34,98%         | 1       |
| Partido Conservador Colombiano    | 65.865         | 28,63%         | 1       |
| Partido Liberal Colombiano        | 52.284         | 22,73%         | 0       |
| Partido Cambio Radical            | 12.455         | 5,41%          | 0       |
| Voto en Blanco                    | Voto en Blanco | Voto en Blanco | 3.856   |
| Total de votos                    | Total de votos | Total de votos | 285.685 |

#### Magdalena
| Partido                           | Votos          | %              | Curules |
| --------------------------------- | -------------- | -------------- | ------- |
| Partido Cambio Radical            | 118.106        | 25,82%         | 2       |
| Partido Liberal Colombiano        | 82.643         | 18,06%         | 1       |
| Partido Opción Ciudadana          | 63.255         | 13,83%         | 1       |
| Partido Social de Unidad Nacional | 61.407         | 13,42%         | 1       |
| Partido Conservador Colombiano    | 45.313         | 9,90%          | 0       |
| Voto en Blanco                    | Voto en Blanco | Voto en Blanco | 8.374   |
| Total de votos                    | Total de votos | Total de votos | 524.649 |

#### Meta
| Partido                           | Votos          | %              | Curules |
| --------------------------------- | -------------- | -------------- | ------- |
| Partido Centro Democrático        | 80.292         | 27,41%         | 1       |
| Partido Liberal Colombiano        | 60.469         | 20,64%         | 1       |
| Partido Cambio Radical            | 50.594         | 17,27%         | 1       |
| Partido Social de Unidad Nacional | 29.643         | 10,11%         | 0       |
| Voto en Blanco                    | Voto en Blanco | Voto en Blanco | 26.593  |
| Total de votos                    | Total de votos | Total de votos | 370.793 |

#### Nariño
| Partido                           | Votos          | %              | Curules |
| --------------------------------- | -------------- | -------------- | ------- |
| Partido Conservador Colombiano    | 140.768        | 29,31%         | 2       |
| Partido Liberal Colombiano        | 76.647         | 15,96%         | 1       |
| Partido Social de Unidad Nacional | 69.828         | 14,54%         | 1       |
| Partido Cambio Radical            | 68.509         | 14,26%         | 1       |
| Polo Democrático Alternativo      | 61.561         | 12,82%         | 0       |
| Partido Centro Democrático        | 15.546         | 3,23%          | 0       |
| Voto en Blanco                    | Voto en Blanco | Voto en Blanco | 27.496  |
| Total de votos                    | Total de votos | Total de votos | 598.015 |

#### Norte de Santander
| Partido                           | Votos          | %              | Curules |
| --------------------------------- | -------------- | -------------- | ------- |
| Partido Liberal Colombiano        | 114.690        | 22,05%         | 1       |
| Partido Conservador Colombiano    | 96.087         | 18,47%         | 1       |
| Partido Cambio Radical            | 95.094         | 18,28%         | 1       |
| Partido Social de Unidad Nacional | 90.698         | 17,44%         | 1       |
| Partido Centro Democrático        | 76.918         | 14,79%         | 1       |
| Coalición Por El Norte            | 17.935         | 3,44%          | 0       |
| Voto en Blanco                    | Voto en Blanco | Voto en Blanco | 19.511  |
| Total de votos                    | Total de votos | Total de votos | 602.327 |

#### Putumayo
| Partido                        | Votos          | %              | Curules |
| ------------------------------ | -------------- | -------------- | ------- |
| Partido Liberal Colombiano     | 30.892         | 33,82%         | 1       |
| Partido Conservador Colombiano | 22.590         | 24,73%         | 1       |
| Partido Alianza Verde          | 20.910         | 22,89%         | 0       |
| Partido Político MIRA          | 5.412          | 5,92%          | 0       |
| Voto en Blanco                 | Voto en Blanco | Voto en Blanco | 4.006   |
| Total de votos                 | Total de votos | Total de votos | 104.590 |

#### Quindío
| Partido                    | Votos          | %              | Curules |
| -------------------------- | -------------- | -------------- | ------- |
| Partido Liberal Colombiano | 62.855         | 31,84%         | 1       |
| Partido Centro Democrático | 39.660         | 20,12%         | 1       |
| Partido Cambio Radical     | 39.446         | 20,00%         | 1       |
| Partido Político MIRA      | 24.468         | 12,35%         | 0       |
| Voto en Blanco             | Voto en Blanco | Voto en Blanco | 15.583  |
| Total de votos             | Total de votos | Total de votos | 242.106 |

#### Risaralda
| Partido                           | Votos          | %              | Curules |
| --------------------------------- | -------------- | -------------- | ------- |
| Partido Liberal Colombiano        | 64.820         | 20,25%         | 2       |
| Partido Centro Democrático        | 52.320         | 16,36%         | 1       |
| Partido Conservador Colombiano    | 49.384         | 15,43%         | 1       |
| Partido Político MIRA             | 35.246         | 11,01%         | 0       |
| Partido Cambio Radical            | 34.497         | 10,78%         | 0       |
| Partido Social de Unidad Nacional | 31.084         | 9,71%          | 0       |
| Voto en Blanco                    | Voto en Blanco | Voto en Blanco | 20.747  |
| Total de votos                    | Total de votos | Total de votos | 390.123 |

#### San Andrés
| Partido                            | Votos          | %              | Curules |
| ---------------------------------- | -------------- | -------------- | ------- |
| Partido Liberal Colombiano         | 9.447          | 42,41%         | 1       |
| Partido Cambio Radical             | 6.876          | 30,87%         | 1       |
| Movimiento de Integración Regional | 3.033          | 13,61%         | 0       |
| Voto en Blanco                     | Voto en Blanco | Voto en Blanco | 574     |
| Total de votos                     | Total de votos | Total de votos | 24.549  |

#### Santander
| Partido                             | Votos          | %              | Curules |
| ----------------------------------- | -------------- | -------------- | ------- |
| Partido Liberal Colombiano          | 221.613        | 31,10%         | 3       |
| Partido Centro Democrático          | 140.522        | 19,72%         | 2       |
| Coalición Alternativa Santandereana | 71.953         | 10,09%         | 1       |
| Partido Cambio Radical              | 66.549         | 9,32%          | 1       |
| Partido Conservador Colombiano      | 62.175         | 8,72%          | 0       |
| Voto en Blanco                      | Voto en Blanco | Voto en Blanco | 51.658  |
| Total de votos                      | Total de votos | Total de votos | 856.302 |

#### Sucre
| Partido                    | Votos          | %              | Curules |
| -------------------------- | -------------- | -------------- | ------- |
| Partido Cambio Radical     | 149.274        | 42,66%         | 2       |
| Partido Opción Ciudadana   | 82.876         | 23,68%         | 1       |
| Partido Liberal Colombiano | 61.010         | 17,43%         | 0       |
| Partido Centro Democrático | 17.778         | 5,08%          | 0       |
| Voto en Blanco             | Voto en Blanco | Voto en Blanco | 9.734   |
| Total de votos             | Total de votos | Total de votos | 431.174 |

#### Tolima
| Partido                           | Votos          | %              | Curules |
| --------------------------------- | -------------- | -------------- | ------- |
| Partido Conservador Colombiano    | 108.589        | 25,58%         | 2       |
| Partido Centro Democrático        | 78.122         | 18,40%         | 1       |
| Partido Social de Unidad Nacional | 45.943         | 10,82%         | 1       |
| Partido Cambio Radical            | 45.637         | 10,75%         | 1       |
| Partido Liberal Colombiano        | 42.343         | 9,97%          | 1       |
| Voto en Blanco                    | Voto en Blanco | Voto en Blanco | 20.588  |
| Total de votos                    | Total de votos | Total de votos | 510.087 |

#### Valle del Cauca
| Partido                           | Votos          | %              | Curules   |
| --------------------------------- | -------------- | -------------- | --------- |
| Partido Liberal Colombiano        | 276.716        | 21,09%         | 4         |
| Partido Social de Unidad Nacional | 272.843        | 20,80%         | 4         |
| Partido Centro Democrático        | 142.165        | 10,83%         | 2         |
| Partido Conservador Colombiano    | 119.996        | 9,14%          | 1         |
| Partido Alianza Verde             | 101.545        | 7,74%          | 1         |
| Partido Cambio Radical            | 87.790         | 6,69%          | 1         |
| Partido Político MIRA             | 66.204         | 5,04%          | 0         |
| Voto en Blanco                    | Voto en Blanco | Voto en Blanco | 64.036    |
| Total de votos                    | Total de votos | Total de votos | 1.590.530 |

#### Vaupés
| Partido                           | Votos          | %              | Curules |
| --------------------------------- | -------------- | -------------- | ------- |
| Partido Liberal Colombiano        | 5.060          | 44,55%         | 1       |
| Partido Social de Unidad Nacional | 3.609          | 31,77%         | 1       |
| Partido Cambio Radical            | 2.347          | 20,66%         | 0       |
| Voto en Blanco                    | Voto en Blanco | Voto en Blanco | 138     |
| Total de votos                    | Total de votos | Total de votos | 11.965  |

#### Vichada
| Partido                                  | Votos          | %              | Curules |
| ---------------------------------------- | -------------- | -------------- | ------- |
| Partido Centro Democrático               | 7.625          | 34,11%         | 1       |
| Partido Cambio Radical                   | 6.623          | 29,63%         | 1       |
| Partido Liberal Colombiano               | 4.950          | 22,14%         | 0       |
| Movimiento Alternativo Indígena y Social | 1.710          | 7,65%          | 0       |
| Voto en Blanco                           | Voto en Blanco | Voto en Blanco | 220     |
| Total de votos                           | Total de votos | Total de votos | 24.180  |